# Рыбин, Владимир Иванович
Влади́мир Ива́нович Ры́бин (род. 14 сентября 1980, Кременная) — украинский трековый и шоссейный велогонщик, представитель национальной сборной Украины на всём протяжении 2000-х годов. Чемпион мира в гонке по очкам, победитель и призёр этапов Кубка мира, участник двух летних Олимпийских игр. Заслуженный мастер спорта Украины.

## Биография
Владимир Рыбин родился 14 сентября 1980 года в городе Кременная Луганской области Украинской ССР. Проходил подготовку в Донецке в спортивных обществах «Колос» и «Динамо», был подопечным заслуженного тренера Украины Николая Мирчановича Мырзы. Учился в Донецком училище олимпийского резерва им. С. Бубки и донецкой Школе высшего спортивного мастерства.
Первого серьёзного успеха на взрослом международном уровне добился в сезоне 2003 года, когда вошёл в основной состав украинской национальной сборной и побывал на этапе Кубка мира в Сиднее, откуда привёз награду серебряного достоинства, выигранную в гонке по очкам.
В 2004 году совместно с Василием Яковлевым выиграл золотую и серебряную медали в мэдисоне на этапах Кубка мира в Мексике и Великобритании соответственно. Благодаря череде удачных выступлений удостоился права защищать честь страны на летних Олимпийских играх в Афинах — здесь они с Яковлевым заняли итоговое пятое место.
После афинской Олимпиады Рыбин остался в главной трековой команде Украины и продолжил принимать участие в крупнейших международных соревнованиях. Так, в 2005 году он одержал победу в гонке по очкам на чемпионате мира в Лос-Анджелесе, тогда как на этапе Кубка мира в Сиднее победил в гонке по очкам и в мэдисоне вместе с Дмитрием Грабовским, а на этапе в Манчестере стал серебряным призёром в скрэтче.
В 2006 году в паре с Любомиром Полатайко завоевал серебряную медаль в мэдисоне на мировом первенстве в Бордо — в финале их обошли испанцы Жоан Льянерас и Исаак Гальвес.
На этапе Кубка мира 2007 года в Китае добавил в послужной список бронзовую награду в мэдисоне. Начиная с этого времени представлял донецкую континентальную команду ISD-Sport Donetsk, с которой периодически принимал участие и в шоссейных гонках.
Находясь в числе лидеров украинской национальной сборной, Владимир Рыбин благополучно прошёл отбор на Олимпийские игры 2008 года в Пекине. На сей раз стартовал в гонке по очкам и мэдисоне вместе с Любомиром Полатайко, показав в этих дисциплинах 14 и 15 результаты соответственно.
В период 2009—2010 годов выступал в основном на шоссе за команду ISD. Выходил на старт таких престижных гонок как «Флеш дю Сюд», «Тур озера Цинхай», «Дварс дор Вест-Фландерен», «Пять колец Москвы», «Гран-при Адыгеи», «Мемориал Олега Дьяченко» и др. Поднимался на пьедестал почёта гонки «Гран-при Донецка», став в 2009 году третьим.
За выдающиеся спортивные достижения удостоен почётного звания «Заслуженный мастер спорта Украины».